# Vitlaci
Vitlaci su selo u sustavu općine Žepče, u Zeničko-dobojskoj županiji u Bosni i Hercegovini.

## Stanovništvo
|          | 2013.        | 1991.         | 1981.         | 1971.         |
| Osoba    | 256 (100,0%) | 339 (100,0%)  | 288 (100,0%)  | 247 (100,0%)  |
| Bošnjaci | 190 (74,22%) | 246 (72,57%)1 | 237 (82,29%)1 | 218 (88,26%)1 |
| Hrvati   | 65 (25,39%)  | 91 (26,84%)   | 50 (17,36%)   | 28 (11,34%)   |
| Ostali   | 1 (0,391%)   | 2 (0,590%)    | 1 (0,347%)    | 1 (0,405%)    |

1. 1 Modalitet Muslimani danas se označava kao modalitet Bošnjaci.